# Идальго (муниципалитет Коауилы)
Идальго (исп. Hidalgo) — муниципалитет в Мексике, штат Коауила, с административным центром в одноимённом городе. Численность населения, по данным переписи 2020 года, составила 1735 человек.

## Общие сведения
Название Hidalgo дано в честь мексиканского революционера, одного из лидеров в войне за независимость — Мигеля Идальго.
Площадь муниципалитета равна 1130 км², что составляет 0,75 % от площади штата, а наивысшая точка — 282 метра, расположена в поселении Ласадерос.
Он граничит с другими муниципалитетами штата Коауилы: на юго-западе с Хуаресом, на северо-западе с Герреро, на юге граничит с другим штатом Мексики — Нуэво-Леоном, а на севере и востоке проходит государственная граница с США.

## Учреждение и состав
Муниципалитет был образован 2 августа 1886 года, в его состав входит 33 населённых пункта, самые крупные из которых:
| Код INEGI                  | Населённый пункт                                                                | Численность населения (2005 год) | Численность населения (2010 год) | Численность населения (2020 год) |
| -------------------------- | ------------------------------------------------------------------------------- | -------------------------------- | -------------------------------- | -------------------------------- |
| 013                        | Всего                                                                           | 1516                             | 1852                             | 1735                             |
| 0001                       | Идальго (исп. Hidalgo) 27°47′30″ с. ш. 99°52′34″ з. д. (административный центр) | 1378                             | 1638                             | 1674                             |
| 0010                       | Эль-Чупадеро (исп. El Chupadero) 27°51′56″ с. ш. 99°56′28″ з. д.                | 7                                | 6                                | 9                                |
| 0026                       | Сан-Франсиско (исп. San Francisco) 27°57′30″ с. ш. 100°01′59″ з. д.             | 2                                | 12                               | 1                                |
| —                          | Прочие                                                                          | 129                              | 196                              | 51                               |
| Названия на карте Генштаба |                                                                                 |                                  |                                  |                                  |

## Экономическая деятельность
По статистическим данным 2000 года, работоспособное население занято по секторам экономики в следующих пропорциях:
- сельское хозяйство, скотоводство и рыбная ловля — 35,5 %;
- промышленность и строительство — 21,3 %;
- торговля, сферы услуг и туризма — 42,1 %;
- безработные — 1,1 %.

## Инфраструктура
По статистическим данным 2010 года, инфраструктура развита следующим образом:
- электрификация: 96,3 %;
- водоснабжение: 96,8 %;
- водоотведение: 78 %.